# Johannes Kneppelhout
Johannes Kneppelhout (Leiden, 8 januari 1814 – Oosterbeek, 8 november 1885) was een Nederlands auteur, ook bekend onder het pseudoniem Klikspaan. Roem geniet hij vooral om zijn humoristische en realistische, later moralistische schetsen over het studentenleven. Kneppelhout was ook mecenas van veel kunstenaars.

## Leven
Kneppelhout, lid van de familie Kneppelhout, verloor zijn vader Cornelis Johannes Kneppelhout reeds in 1818 en had zijn eerste opleiding te danken aan zijn moeder Johanna Maria de Gijselaar en zijn oom Nicolaas Cornelis de Gijselaar (als officier in ruste wonende op Zuilenstein bij Amerongen), beide kinderen van de patriot Cornelis de Gijselaar. Kneppelhout genoot zijn middelbareschoolopleiding aan het gerenommeerde instituut Noorthey te Veur, waar hij van 1825 tot 1832 verbleef. Later studeerde hij rechten te Leiden, zonder deze opleiding af te ronden. Als student woonde hij in het kapitale pand Rapenburg 65, waar hij in de jaren 1839-1841 onder zijn nom-de-plume Klikspaan zijn magnum opus "Studententypen" publiceerde. Hij was een letterkundige pur sang, beproefde vergeefs de letterkunde in het Frans, maar keerde, door goede raad daartoe gebracht, tot zijn moedertaal terug. Op het Rapenburg ontving Kneppelhout schrijvers en kunstenaars waaronder Hans Christian Andersen.
Kneppelhout trad op 15 mei 1845 in het huwelijk met zijn achternicht Ursula Martha Van Braam, op 17 september 1825 aldaar geboren als lid van de familie Van Braam en dochter van Willem Charles van Braam (kapitein-ter-zee en later burgemeester van Hattem) en Machtelina Christina de Gijselaar. Het huwelijk – daar Kneppelhout veelal als homoseksueel wordt beschouwd door velen een schijnhuwelijk genoemd – bleef kinderloos. Van Braam overleed als weduwe op 18 mei 1919 op De Hemelsche Berg te Oosterbeek, een landgoed dat Kneppelhout in 1847 had gekocht en waar hij vanaf 1851 permanent woonde. Hij reisde – hiertoe in staat gesteld door een groot vermogen – naar zijn goeddunken, schreef reisverhalen, toonde belangstelling voor de kunst en steunde gaarne het behoeftig talent met milde hand. Onder andere nam hij daarom de opvoeding op zich van Jan de Graan, Petrus Augustus de Génestet, Otto Scholderer, David Artz en Gerard Bilders. In 1867 waren er geruchten over een verhouding met De Graan, waardoor Kneppelhout reputatieschade leed. In zijn laatste jaren bleef hij op zijn De Hemelsche Berg wonen, waar hij na een langdurig lijden op 8 november 1885 overleed. Hij werd begraven op de Algemene Begraafplaats Katwijk in een familiegraf. Het stoffelijk overschot werd op 13 november 1885 per trein van Arnhem naar Leiden overgebracht. Tien jaar later werd door de Oosterbeekse bevolking op het landgoed de gedenkzuil Kneppelhout-van Braam geplaatst.

## Trivia
- De Klikspaanweg in Leiden, waar studentenflats staan, is genoemd naar het pseudoniem dat Kneppelhout als schrijver gebruikte. Kneppelhout is in Leiden twee keer vernoemd, want er is daar ook een Kneppelhoutstraat.

## Werken

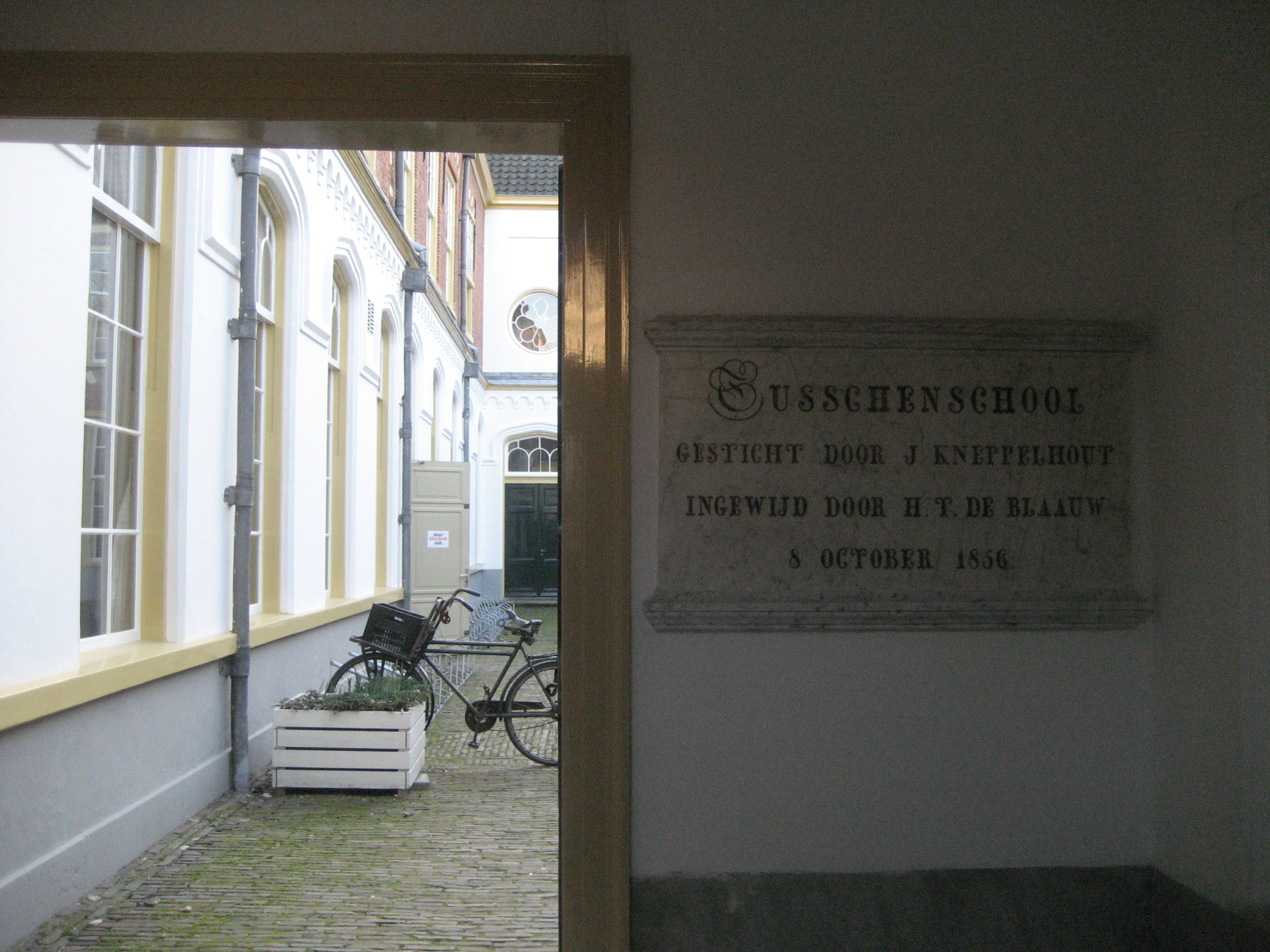
Voormalige Tusschenschool in Leiden, opgezet met geld van Kneppelhout

- Fragments de correspondance (1835)
- L'éducation par l'amitié (1835)
- Nouveaux fragments de correspondance (1836)
- Copeaux (1837)
- L'ère critique ou l'art et le culte (1837)
- Iets over eene beoordeeling (1838)
- Prose et vers (1838)
- Souvenirs d'un voyage à Paris (1839)
- In den vreemde (1840)
- Studententypen (1841, onder het pseudoniem Klikspaan)
- De studenten en hun bijloop (1844, onder het pseudoniem Klikspaan)
- Studentenleven (1844, onder het pseudoniem Klikspaan)
- Verhalen (1846)
- Opuscules de jeunesse (1848)
- Schetsen en verhalen uit Zwitserland (1850)
- Mijne zondagen in het Vereenigde Koninkrijk (1859)
- Geschriften, dl. 1-3 (1860)
- Ce qui m'a passé par la tête en Italie: 13 Février - 13 Juin 1872, A. J. Sijthoff, Leide (1872)
- Een beroemde knaap: ter herinnering aan Jan de Graan, geboren te Amsterdam 10 September 1852, overleden te 's Gravenhage 8 Januarij 1874 (1875)

Zijn geschriften, van december 1839 in druk verschenen, zijn bijna alle verenigd in een uitgave van 12 delen, Leiden 1860-1875.